# Кара-Джыгач (Токтогульский район)
Кара-Джыгач (кирг. Кара-Жыгач) — село в Токтогульском районе Джалал-Абадской области Кыргызстана. Входит в состав Абды Суеркуловского айылного аймака.

## География
Село расположено в северной части области, на правом берегу реки Нарын, на расстоянии приблизительно 27 километров (по прямой) к востоко-юго-востоку от города Токтогула, административного центра района. Абсолютная высота — 976 метров над уровнем моря.

## Население
Согласно оценочным данным Национального статистического комитета Кыргызской Республики, численность населения села на начало 2023 года составляла 3123 человека.
| год     | 2009 | 2014 | 2015 | 2020 | 2021 | 2023 |
| ------- | ---- | ---- | ---- | ---- | ---- | ---- |
| человек | 2271 | 3070 | 2960 | 3220 | 3263 | 3123 |